# Église Notre-Dame-de-l'Assomption de Belgentier
L'église Notre-Dame-de-l'Assomption est située sur la commune de Belgentier, dans le département du Var.

## Histoire
L'église Notre-Dame-de-l'Assomption a été rebâtie en 1616, sur un édifice dépendant de l'abbaye Saint-Victor de Marseille, depuis le XIe siècle. Elle a fait l'objet de réfections en 1707 et 1880.
L'église est inscrite au titre des monuments historiques depuis le 18 juin 1987.

## Bâtiment
Le chœur de l'église est surmonté d'un dôme. Une fresque de Michel Deguil décore le chevet, commémorant le passage de Louis XIV alors qu'il se rendait à l'abbaye de Cotignac.

## En savoir plus